# Château de Passavant-la-Rochère
 (juillet 2015).
Le château de Passavant-la-Rochère est un château situé à Passavant-la-Rochère, en France.

## Localisation
Le château est situé sur la commune de Passavant-la-Rochère, dans le département français de la Haute-Saône.

## Historique
L'édifice est classé au titre des monuments historiques en 1987.